# Михалёво (Павлово-Посадский городской округ)
Михалёво — деревня в Московской области России. Входит в Павлово-Посадский городской округ. Население — 39 чел. (2010).

## География
Деревня Михалёво расположена в северной части городского округа, примерно в 7 км к северу от города Павловский Посад. Высота над уровнем моря 133 м. В 3 км к юго-западу от деревни находится озеро Данилище. Ближайший населённый пункт — деревня Борисово.

## История
В 1926 году деревня являлась центром Михалевского сельсовета Павлово-Посадской волости Богородского уезда Московской губернии.
С 1929 года — населённый пункт в составе Павлово-Посадского района Орехово-Зуевского округа Московской области, с 1930-го, в связи с упразднением округа, — в составе Павлово-Посадского района Московской области.
До муниципальной реформы 2006 года Михалёво входило в состав Кузнецовского сельского округа Павлово-Посадского района.
В начале 2000-х гг. в деревне была построена часовня Иоанна Предтечи.
С 2004 до 2017 гг. деревня входила в Кузнецовское сельское поселение Павлово-Посадского муниципального района.

## Население
В 1926 году в деревне проживало 282 человека (127 мужчин, 155 женщин), насчитывалось 52 хозяйства, из которых 50 было крестьянских. По переписи 2002 года — 39 человек (13 мужчин, 26 женщин).
| 1926 | 2002 | 2006 | 2010 |
| ---- | ---- | ---- | ---- |
| 282  | ↘39  | →39  | →39  |